# Victor Van Vugt
Victor Van Vugt est un producteur musical et ingénieur du son australien établi à New York. 
Il est connu pour ses collaborations avec des artistes tels que Nick Cave and the Bad Seeds, Emmett Tinley, Anita Lane et Beth Orton ou encore Robert Forster.
Le duo entre Nick Cave et Kylie Minogue Where the Wild Roses Grow est un exemple du travail de Victor Van Vugt, qui remporta pour ce titre un ARIA Award (Australian Recording Industry Association Music Award, récompense australienne de l'industrie du disque) dans la catégorie Chanson de l'année (1996).

## Albums produits
- 1984 : The Moodists : Thirsty's Calling
- 1992 : Epic Soundtracks : Rise Above
- 1993 : Kirsty MacColl : Titanic Days
- 1994 : Luna : Bewitched
- 1995 : Dave Graney & The Coral Snakes : The Soft 'N' Sexy Sound
- 1995 : Mick Harvey : Intoxicated Man
- 1995 : The Walkabouts : Devil's Road
- 1996 : Nick Cave and the Bad Seeds : Murder Ballads
- 1996 : Beth Orton : Trailer Park
- 1997 : Mick Harvey : Pink Elephants
- 1997 : The Walkabouts : Nighttown
- 1997 : The Blackeyed Susans : Spin the Bottle
- 1999 : Beth Orton : Central Reservation
- 2001 : Anika Moa : Thinking Room
- 2002 : Beth Orton : Daybreaker
- 2003 : Athlete : Vehicles & Animals
- 2005 : Athlete : Tourist
- 2005 : Shivaree : Who's Got Trouble
- 2005 : Sons and Daughters : The Repulsion Box
- 2006 : Barry Adamson : Stranger on the Sofa (Production additionnelle)
- 2007 : Gogol Bordello : Super Taranta!
- 2007 : Emma Pollock : Watch the Fireworks
- 2007 : Voxtrot : Voxtrot
- 2008 : Liam Frost : We Ain't Got No Money, Honey But We Got Rain
- 2008 : The Hampdens : The Last Party
- 2010 : Clare Bowditch : Modern Day Addiction
- 2010 : Lucky Soul : A Coming Of Age
- 2010 : Glenn Richards : Glimjack
- 2011 : Dave Graney : Rock 'n' Roll Is Where I Hide